# Orianna Webb
Orianna Webb (* in Akron/Ohio) ist eine US-amerikanische Komponistin, Musikpädagogin und Pianistin.
Webb spielte in ihrer Jugend Klavier und Fagott. Sie war Mitglied im Schulorchester, spielte Kammermusik und komponierte für eine Rockgruppe. Sie studierte an der University of Chicago (bis 1997), dem  Cleveland Institute of Music (bis 2001) und der Yale School of Music (bis 2003) Klavier bei Nicolas Constantinidis und Ethel Burke, Fagott bei Georgia Peeples und Komposition bei Martin Bresnick, Margaret Brouwer, John Eaton, Joseph Schwantner und Roger Zahab. An der Pariser Schola Cantorum war sie Kompositionsschülerin von Samuel Adler und Philip Lasser. Sie unterrichtete u. a. Komposition, Orchestration, Musiktheorie und -geschichte an der Yale School of Music und am Yale College, am Cleveland Institute of Music (CIM) und der Case Western Reserve University. Am CIM zählte sie zu den Gründern des Young Composers Program. 
Webbs Kompositionen wurden u. a. vom  Minnesota Orchestra, der Yale Philharmonia, der Bowling Green Philharmonia, dem Ensemble Flexible Music, dem Cleveland Orchestra Youth Orchestra, den Prism Players, und der Mostly Modern Chamber Music Society aufgeführt. Sie erhielt Auszeichnungen und Kompositionsaufträge der American Academy of Arts and Letters, der Fromm Foundation, der ASCAP, des American Music Center, der International Alliance for Women in Music, der New York Youth Symphony und anderer.

## Werke
- Mirrored Spaces für Gitarre (2008 – mit Daniel Lippel)
- Lilt für Horn und Klavier (2007)
- Ways the Sky Meets the Sea für Kammerorchester (2005)
- The Time Being für Orchester oder Kammerensemble (2004)
- Sustenance Variations für Saxophon, Gitarre, Perkussion und Klavier (2004)
- Piano Trio (2003)
- Shadows Form für Flöte, Klarinette, Violine, Cello und Klavier (2003)
- Field für Soloflöte (2003)
- String Trio (2002 – mit Peter Gilbert)
- Xylem für Orchester (2002)
- Mosaic: Four Pieces for Bassoon and Piano (2001)
- Three Studies for Trumpet, Trombone, and Piano (2001)
- Apparitions für Klavier (2001)
- For Jack für Klavier (2000)
- Cantilena for Viola and Piano (2000)
- Sequence Dreams: Five Bagatelles for Violin, Marimba, and Glass Instruments (1999/2000)

## Weblink
- Homepage von Orianna Webb